# Itatiaia (Rio de Janeiro)
Itatiaia, amtlich portugiesisch Município de Itatiaia, ist eine Stadt im Bundesstaat Rio de Janeiro in Brasilien. Sie hatte nach Schätzung zum 1. Juli 2018 31.537 Einwohner auf 241 km². Sie liegt an der Grenze des Bundesstaates Rio de Janeiro zum Bundesstaat Minas Gerais. Umliegende Städte sind Resende und Bocaina de Minas. Sie ist 174 km von der Hauptstadt Rio de Janeiro entfernt.
Itatiaia liegt an der Serra da Mantiqueira und ist Namensgeber des Schutzgebiets Nationalpark Itatiaia (Parque Nacional de Itatiaia).

## Ortsname
Der Ortsname Itatiaia entstammt dem Tupí-Guaraní und bedeutet „spitzer Stein“.

## Bilder aus dem Nationalpark Itatiaia

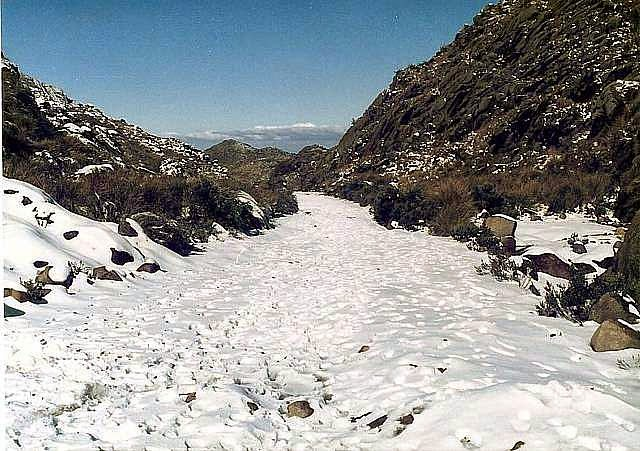
Schneefall bei „Pico das Agulhas Negras“ im Itatiaia-Nationalpark im Jahr 1985, wo er bei −13 °C aufgezeichnet wurde.
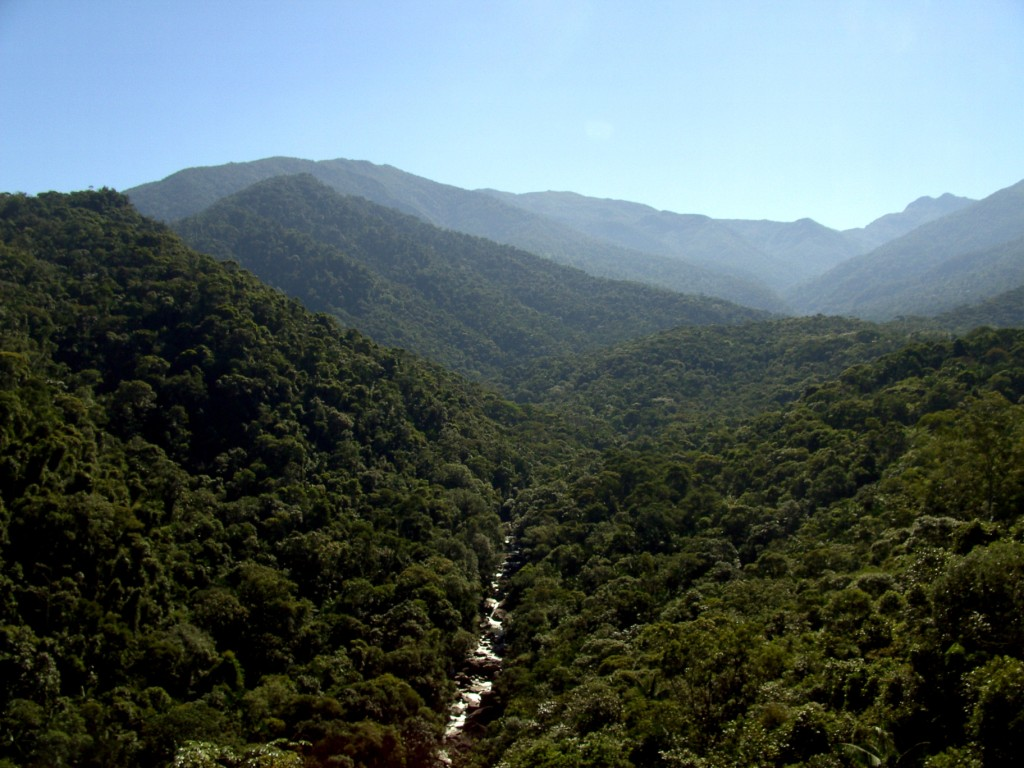
Blick vom „Mirante do Último Adeus“, Nationalpark Itatiaia.
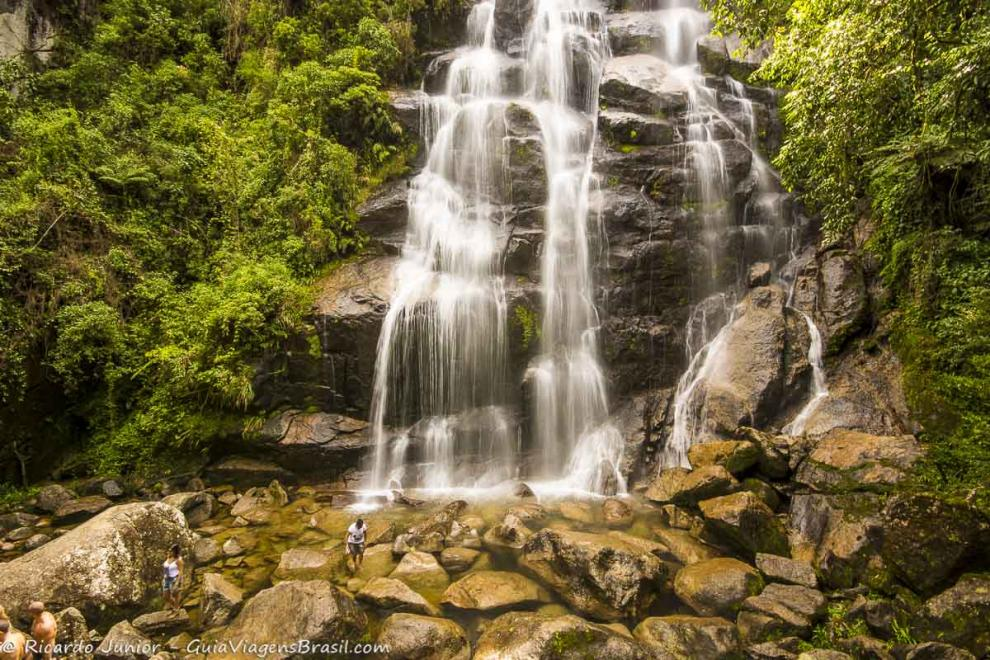
Wasserfall „Véu de Noiva“.